# Der Usedom-Krimi: Mutterliebe

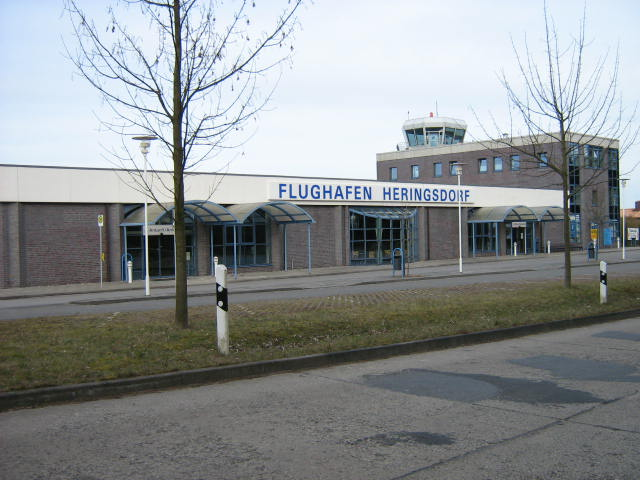
Einige Szenen wurden in Zirchow gedreht (Drehort: Flughafen Heringsdorf)

Mutterliebe ist der Name der 8. Folge der Kriminalfilmreihe Der Usedom-Krimi. Die Folge wurde erstmals am 21. Februar 2019 im Ersten ausgestrahlt.

## Handlung
Holm Brendel bittet Karin Lossow, seiner früheren Jugendliebe Martina Gentsch zu helfen, da diese vor zwei Jahren in Notwehr ihren polnischen Liebhaber erschossen hat und seitdem in Untersuchungshaft sitzt. Der von Brendel angeheuerte Anwalt Björn Lewe kostet viel Geld, sei fachlich aber nicht allzu gut. Der Fall scheint für Karin aufgrund der Sachlage aussichtslos; so ist ein vom Liebhaber in der Streitsituation angeblich verwendetes Messer nicht aufzufinden. Brendel selbst ist davon überzeugt, dass Kommissar Gadocha, Vater der Witwe und ein verdienter Polizist, hier etwas vertuschen möchte. Karin findet jedoch, Brendel sei aufgrund seiner persönlichen Beziehung zu Martina Gentsch befangen.
Als Lewe dann mit seinem Wagen tödlich verunglückt, geht Brendel sofort von Mord aus und verdächtigt Gadocha, der an dem Unglücksabend auf Usedom war. Es gibt aber keinerlei stichhaltige Anzeichen für diese Vermutung. Brendel geht später sogar so weit, dass er spontan mit Stefan Thiels Hilfe Gadochas Enkelin Alicija entführt und Gadocha so zu einer Aussage drängen möchte. Karin kann die Situation jedoch entschärfen. Ellen Norgaard ermittelt da schon objektiver und findet heraus, dass Lewe und Gadocha eine körperliche Auseinandersetzung auf einem Parkplatz der Firma Strudeberg hatten. Hier arbeitet Martinas Tochter Liane, die sich seit der Verhaftung ihrer Mutter um die zwei jüngeren Geschwister kümmert. Lewe hatte dort mit ihr wegen neuer Erkenntnisse gesprochen. Ellen stellt fest, dass Lewe in Begleitung von einem Fernsehteam in einem See nach dem Messer suchen lassen wollte. Dieses findet sich bei einer Suche mit Tauchern dann tatsächlich dort, was Martinas Bericht der Notwehr glaubwürdig erscheinen lässt. Sie wird entlassen und verbringt eine Nacht mit Brendel. Sie verlässt ihn jedoch am nächsten Morgen, da beide unterschiedliche Ansichten zu ihrer Zukunft haben.
Alte Überwachungsaufnahmen zeigen, dass Liane Gentsch an den See gefahren war und so das Messer verschwinden lassen konnte. Es stellt sich heraus, dass in ihrer Firma bei einer Hautpflegeserie ein Schlangengift verwendet wird. Eine genauere toxikologische Untersuchung ergibt letztlich, dass Lewe diesem Gift kurz vor seinem Tod ausgesetzt war. Liane hatte ihn nach dem Streit mit Gadocha verarztet und ein präpariertes Pflaster verwendet. Sie hatte vor zwei Jahren das Messer verschwinden lassen, um ihre Mutter dadurch zu belasten. Sie hatte genug von den ständig wechselnden Liebhabern ihrer Mutter, dem unsteten Leben und der Vernachlässigung der Familie. Karin kann Liane überzeugen, sich der Polizei zu stellen, um mit einem Geständnis die Situation für sich zu verbessern.

## Produktion
Mutterliebe wurde vom 13. Februar 2018 bis zum 14. März 2018 auf der Ostseeinsel Usedom (Bansin), in Swinemünde und Berlin gedreht. In dieser Folge der Reihe sind viele Szenen an den Usedomer Stränden entstanden. Die Erlebniswelt Hangar 10 am Flughafen Heringsdorf in Zirchow fungierte als Sitz der Firma Strutenberg, die Joggingstrecke liegt an der Landstraße zwischen Morgenitz und Mellenthin.
Der Titel Mutterliebe lässt sich in dieser Folge auf mehrere problematische Beziehungskonstellationen zwischen Mutter und Tochter anwenden, die aufgrund der Komplexität dieser Folge in der Handlungsbeschreibung nicht entsprechend dargestellt werden konnten. Neben der im Vordergrund stehenden handlungsrelevanten Beziehung zwischen Martina und Liane, kommt auch die Beziehung von Karin und Julia erneut ins Spiel, als Martina während des Gespräches im Gefängnis zu Karin sagt, ihre Tochter hätte sie gehasst. Die Beziehung von Ellen zu ihrer Mutter wird angesprochen, als Ellen von Karin etwas über ihre verschollene Mutter erfahren möchte, woraufhin Karin ausweicht („Wenn du mich verhören willst, dann musst du mich schon vorladen.“). Letztlich lässt sich auch die Beziehung von Gadochas Tochter Daria zu Alicija dazuzählen. Seit der Ermordung ihres Mannes ist sie immer wieder von depressiven Episoden geplagt, sodass sich Gadocha um seine Enkelin kümmern muss.

## Rezeption

### Kritiken
Rainer Tittelbach vergibt für diesen Film in seiner Besprechung auf tittelbach.tv 4,5 von 6 möglichen Sternen. Der dritte der in dieser Reihe im Jahr 2019 ausgestrahlten Filme erzähle die komplexeste und emotionalste Geschichte.
Oliver Armknecht bewertete die Folge auf film-rezensionen.de mit vier von zehn Punkten. Der Film um die Frage, ob eine Frau ihren Geliebten aus Notwehr getötet hat oder ob es doch Mord war, gehe wieder mit zahlreichen Konflikten einher, was diesen eher anstrengend als spannend mache. Hinzu komme, dass die Auflösung wenig nachvollziehbar sei.

### Einschaltquoten
Die Erstausstrahlung von Mutterliebe am 21. Februar 2019 sahen in Deutschland 4,34 Millionen Zuschauer.